# Alfréd Wetzler
Alfréd Wetzler (Trnava, 10 de maio de 1918 - Bratislava, 8 de fevereiro de 1988) foi um judeu eslovaco que conseguiu fugir do campo de extermínio nazista de Auschwitz-Birkenau em 10 de abril de 1944 junto com Rudolf Vrba.
Salvos pela resistência eslovaca, Alfréd Wetzler e Rudolf Vrba reuniram seus conhecimentos e experiências num depoimento de 32 páginas que foi conhecido como o Relatório Vrba-Wetzler. Este relatório, que chegou aos Aliados em junho de 1944, forneceu pela primeira vez dados precisos e detalhados sobre - entre outros - a estrutura e a topografia de Auschwitz-Birkenau, a existência e localização exata das câmaras de gás e dos fornos crematórios, além de estatísticas mensais, relevando a extensão do Holocausto.